# Gentil Theodoor Antheunis

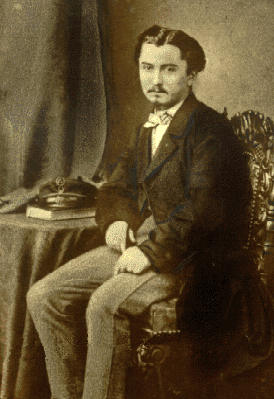
Gentil Theodoor Antheunis.

Gentil Theodoor Antheunis, född 9 september 1840 i Oudenaarde, död 5 augusti 1907 i Ixelles, var en flamländsk skald.
Antheunis, som var domare i Bryssel, räknades som en av Flanderns främsta lyriker och många av hans dikter tonsattes. Han utgav diktsamlingarna Uit het hart (1875) och Leven, lieven en zingen (1879).